# غلظت بی‌اثر پیش‌بینی‌شده
غلظت بی‌اثر پیش‌بینی‌شده (PNEC) غلظتی از یک ماده شیمیایی است که حد مجاز مواجهه با آن را در یک اکوسیستم نشان می‌دهد و هیچ اثر نامطلوبی از مواجهه با آن کمتر از این حد قابل اندازه‌گیری نیست. مقادیر PNEC محافظه‌کارانه در نظر گرفته شده‌اند و غلظتی را پیش‌بینی می‌کنند که در آن یک ماده شیمیایی احتمالاً هیچ اثر سمی نخواهد داشت. آنها برای پیش‌بینی حد بالای غلظت یک ماده شیمیایی که اثر سمی دارد، در نظر گرفته نشده‌اند. مقادیر PNEC اغلب در ارزیابی ریسک زیست‌محیطی به عنوان ابزاری در بوم‌سم‌شناسی استفاده می‌شوند. یک PNEC برای یک ماده شیمیایی را می‌توان با داده‌های سمیت حاد یا سمیت مزمن تک گونه‌ای، داده‌های توزیع حساسیت گونه‌ای (SSD) چند گونه‌ای، داده‌های میدانی یا داده‌های اکوسیستم‌های مدل محاسبه کرد. بسته به نوع داده‌های مورد استفاده، از یک عامل ارزیابی برای محاسبهٔ اطمینان داده‌های سمیت که به کل اکوسیستم تعمیم داده می‌شوند، استفاده می‌شود.

## روش‌های محاسبه

### عامل ارزیابی
استفاده از عوامل ارزیابی، امکان برون‌یابی داده‌های سمیت آزمایشگاهی، تک گونه‌ای و کوتاه‌مدت را برای پیش‌بینی محافظه‌کارانه اثرات اکوسیستم فراهم می‌کند و عدم قطعیت در برون‌یابی را در نظر می‌گیرد. مقدار ضریب ارزیابی به عدم قطعیت داده‌های موجود بستگی دارد و از ۱ تا ۱۰۰۰ متغیر است.

### داده‌های سمیت حاد
داده‌های سمیت حاد شامل داده‌های میانه دوز کشنده و EC50 است. این داده‌ها مرتباً از نظر کیفیت و مرتبط بودن بررسی می‌شوند و در حالت ایده‌آل شامل داده‌هایی برای گونه‌ها در سطوح مختلف تغذیه‌ای و/یا گروه‌های طبقه‌بندی هستند. سپس کمترین میانه دوز کشنده در پایگاه داده گردآوری شده بر ضریب ارزیابی تقسیم می‌شود تا PNEC برای آن داده محاسبه شود. ضریب ارزیابی اعمال شده برای داده‌های سمیت حاد معمولاً ۱۰۰۰ است.

### داده‌های سمیت مزمن
داده‌های سمیت مزمن شامل داده‌های NOEC می‌شود. کمترین مقدار NOEC در مجموعه داده‌های آزمایشی، بسته به تنوع موجودات آزمایش و میزان داده‌های موجود، بر یک ضریب ارزیابی بین ۱۰ تا ۱۰۰ تقسیم می‌شود. اگر گونه‌ها یا داده‌های بیشتری وجود داشته باشد، ضریب ارزیابی کمتر است.

### داده‌های حساسیت گونه‌ها
یک PNEC همچنین می‌تواند از نظر آماری از یک SSD که مدلی از تغییرپذیری در حساسیت گونه‌های مختلف به یک ماده سمی یا عامل استرس‌زای دیگر است، مشتق شود. غلظت خطرناک پنج درصد از گونه‌ها (HC5) در SSD برای استخراج PNEC استفاده می‌شود. HC5 غلظتی است که در آن پنج درصد از گونه‌های موجود در SSD تأثیر خود را نشان می‌دهند. HC5 معمولاً بر اساس ضریب ارزیابی ۱–۵ تقسیم می‌شود. در بسیاری از موارد، ممکن است به دلیل کمبود داده‌ها در مورد تعداد زیادی از گونه‌ها، SSDها وجود نداشته باشند. در این موارد، باید از رویکرد ضریب ارزیابی برای استخراج PNEC استفاده شود.

### داده‌های میدانی یا اکوسیستم‌های مدل
داده‌های میدانی یا داده‌های اکوسیستم‌های مدل شامل داده‌های سمیت میدانی و سمیت مزوکوسم می‌شوند. بزرگی ضریب ارزیابی در این نوع مطالعات، مختص هر مطالعه است.

## کاربردها

### ارزیابی ریسک زیست‌محیطی
PNEC به‌طور گسترده در اروپا توسط آژانس مواد شیمیایی اروپا، برنامه قوانین ثبت، ارزیابی، صدور مجوز و محدودیت مواد شیمیایی و سایر آژانس‌های سم‌شناسی برای ارزیابی ریسک زیست‌محیطی استفاده می‌شود. مقادیر PNEC را می‌توان همراه با مقادیر غلظت محیطی پیش‌بینی‌شده برای محاسبه نسبت توصیف ریسک (RCR) که به آن ضریب ریسک (RQ) نیز می‌گویند، استفاده کرد. RCR برابر است با PEC تقسیم بر PNEC برای یک ماده شیمیایی خاص و یک رویکرد قطعی برای تخمین ریسک زیست‌محیطی در مقیاس‌های محلی یا منطقه‌ای است. اگر PNEC از PEC بیشتر باشد، نتیجه این است که ماده شیمیایی هیچ خطر زیست‌محیطی ندارد.

## فرضیات
استخراج PNEC برای استفاده در ریسک زیست‌محیطی فاقد اعتبار علمی است زیرا عوامل ارزیابی به صورت تجربی استخراج می‌شوند. علاوه بر این، PNECهای مشتق شده از داده‌های سمیت تک گونه‌ای نیز فرض می‌کنند که اکوسیستم‌ها به اندازه حساس‌ترین گونه‌ها حساس هستند و عملکرد اکوسیستم به ساختار اکوسیستم وابسته است.